# Achyrospermum swina
Achyrospermum swina là một loài thực vật có hoa trong họ Hoa môi. Loài này được Perkins mô tả khoa học đầu tiên năm 1921.